# Bill Stewart
William D. «Bill» Stewart (Huntington, Estados Unidos, 1941 – Managua, Nicaragua, 20 de junio de 1979) fue un periodista estadounidense que murió asesinado por la Guardia Nacional del dictador Anastasio Somoza mientras cubría la Revolución Sandinista.

## Biografía
Originario de Virginia Occidental, en 1963 se graduó de la Universidad Estatal de Ohio. Pasó de la WCCO-TV de Mineápolis a la ABC News y se convirtió en uno de sus periodistas estrellas. Stewart era un corresponsal de guerra experimentado antes de ser enviado a Nicaragua. Estuvo en Irán durante la Revolución Islámica (febrero de 1979) y fue asignado a cubrir conflictos y sucesos en Latinoamérica.
Llegó a Managua a finales de mayo de 1979 y durante diez días reporteó los momentos más críticos de la gran ofensiva final sandinista contra la dictadura de Somoza.

## Asesinato
El 20 de junio se trasladó hacia los barrios pobres del este de Managua, donde se libraban encarnizados enfrentamientos entre la guerrilla sandinista y la Guardia Nacional somocista. Cuando Stewart y su intérprete nicaragüense Juan Francisco Espinoza, de 26 años, circulaban por el barrio Riguero a bordo de una furgoneta de ABC, fueron detenidos al llegar a una barricada instalada por la Guardia Nacional. Pocos momentos antes, estos guardias habían matado sin motivo a tres muchachos que deambulaban por el sector y a una profesora.
Aunque Stewart presentó su carné de periodista y una bandera blanca, la propaganda somocista había promovido entre sus partidarios la idea de que la prensa extranjera formaba parte de una gran «conspiración comunista» en contra del régimen, por lo que los guardias le ordenaron a Espinoza abandonar la furgoneta. En ese momento, el camarógrafo de Stewart, Jack Clark, que se encontraba observando a varios metros de la escena desde otro vehículo, comenzó a grabar.
Espinoza se bajó de la furgoneta y se dirigió a uno de los guardias para explicarle el motivo de su presencia en el lugar y solicitarle permiso para una entrevista, pero el guardia se lo llevó a treinta metros de los vehículos y lo mató de un disparo en la cabeza, sin que el resto del equipo se diera cuenta. Minutos después, otro guardia (o el mismo que asesinó a Espinoza) forzó también a Stewart a abandonar la furgoneta y, entre insultos, le obligó a arrodillarse y luego a apoyarse contra el suelo con las manos arriba. Stewart obedeció, llevaba en la mano su pase de prensa, pero, al acostarse, el guardia le dio una fuerte patada en las costillas. Luego, el mismo guardia dio un paso atrás y le disparó con su rifle detrás de la oreja derecha, asesinándolo en el acto.
Según Pablo Tíffer López, conductor de la furgoneta, los guardias se jactaron de haber matado a «un perro». Tíffer solicitó a los guardias permiso para llevarse el cuerpo de su compañero y estos accedieron, pero solo con la condición de que informara que el asesinato había sido obra de «un francotirador sandinista». Luego, los guardias ordenaron al camarógrafo Jack Clark y a Jim Cefalo, técnico de sonido del equipo de Stewart, que recogieran el cadáver del periodista y se marcharan. Los restos de Espinoza permanecieron cuatro meses a la intemperie, semi enterrados por los pobladores a pocos metros del lugar de su muerte. Después de llevar el cuerpo de Stewart de vuelta al Hotel Intercontinental Managua, donde se hospedaba el equipo, Clark consiguió enviar la cinta del asesinato a los estudios de ABC News, en Nueva York.

## Repercusiones
La dictadura de Somoza, que tenía dependencia económica, política y militar de EE. UU., dijo condenar el suceso y presentó como chivo expiatorio al cabo Lorenzo Brenes. Este negó, ante un tribunal militar, cualquier implicación en el asesinato y declaró que el verdadero responsable era un tal Pedro González, que habría muerto en combate aquel día. Hasta hoy se desconoce la identidad o el paradero de los asesinos.
Las imágenes del crimen de Stewart conmocionaron a la comunidad internacional y enfurecieron al pueblo estadounidense. El presidente Jimmy Carter calificó el hecho como «un acto de barbarie» y le retiró su apoyo al régimen somocista, cuya impopularidad tanto dentro como fuera del país ya se había visto acrecentada tras el asesinato del periodista opositor Pedro Joaquín Chamorro Cardenal, en 1978, lo que facilitó el triunfo de la Revolución Sandinista un mes más tarde.
El cadáver de Stewart y todos los corresponsales de ABC y NBC que se encontraban en suelo nicaragüense fueron evacuados a Panamá a bordo de dos C-130 de la Fuerza Aérea estadounidense, gracias a las gestiones del gobierno de la República Federal Alemana, y más tarde repatriados a Estados Unidos. El 23 de junio, Stewart fue sepultado en Ashland (Kentucky).

## Cultura popular
En la película estadounidense Bajo fuego (1983), dirigida por Roger Spottiswoode y protagonizada por Nick Nolte, Gene Hackman y Ed Harris, el personaje de Hackman es un corresponsal de guerra estadounidense cuyo asesinato a manos de la Guardia Nacional nicaragüense es registrado en cámara por su colega (interpretado por Nolte).
El episodio "Stone's War" (1986) de la serie televisiva Miami Vice está inspirado tanto en el asesinato de Stewart como en las atrocidades cometidas por los Contras y la CIA en la Nicaragua sandinista.
El nicaragüense Luis Torrez publicó un poema titulado simplemente "A Bill Stewart".